# Ischiopsopha messagieri
Ischiopsopha messagieri är en skalbaggsart som beskrevs av Arnaud 1982. Ischiopsopha messagieri ingår i släktet Ischiopsopha och familjen Cetoniidae. Inga underarter finns listade i Catalogue of Life.